# Cayos Prickly Pear
Cayos Prickly Pear (en español antiguamente Islotes del Perro Chico y en inglés: Prickly Pear Cays), a veces escrito Prickley Pear Cays, son un par de pequeñas islas deshabitadas a unas seis millas de la bahía Road, en Anguilla, un territorio británico en el mar Caribe. Están divididas por un canal estrecho entre Prickly Pear Este y Prickly Pear Oeste. Los Cayos Prickly Pear se clasifican como "áreas silvestres" por un Programa del Caribe Oriental para la gestión natural. Además, los cayos son una de las seis áreas marinas protegidas de Anguila.